# Jürgen Klocksin
Robert Jürgen Klocksin (* 12. Juni 1932 in Pößneck; † 19. Januar 2019 in Berlin) war ein deutscher Realschullehrer und Politiker (SPD). Er war unter anderem Abgeordneter des Hessischen Landtags.

## Ausbildung und Beruf
Jürgen Klocksin besuchte in Berlin die Oberschule und studierte nach dem Abitur an der Pädagogischen Hochschule Berlin Englisch und Psychologie. Nach den beiden Staatsexamen arbeitete er seit 1959 als Lehrer im Landkreis Wetzlar. 1970 wurde er zum Realschuldirektor ernannt. Seit 1979 arbeitete er in der Schulabteilung des RP Gießen. Seit 1960 war er Gewerkschaftsmitglied.

## Politik
Jürgen Klocksin war seit 1962 Mitglied der SPD, dort Vorsitzender des Ortsvereins Braunfels in Hessen und seit 1969 stellvertretender Vorsitzender der SPD im Oberlahnkreis. 1969 bis 1971 war er Vorsitzender der Arbeitsgemeinschaft sozialdemokratischer Lehrer in Südhessen.
Kommunalpolitisch wirkte er auch in Weilburg, war als Mitglied des Kreistags Oberlahn von 1968 bis 1974 und dort als stellvertretender Vorsitzender der SPD-Fraktion tätig. Am 16. Februar 1967 rückte er für Lauritz Lauritzen in den Landtag nach und blieb bis zum 30. November 1978 Mitglied des Hessischen Landtags. 1969 war er Mitglied der 5. Bundesversammlung.